# Traité instituant la Communauté européenne de l'énergie atomique
Le Traité instituant la Communauté européenne de l'énergie atomique, dit traité Euratom, est le traité fondateur de la communauté éponyme. Il a été signé en 1957 à Rome, en même temps que le Traité instituant la Communauté économique européenne, d'où leur nom informel commun de traité de Rome (de 1957). Il est entré en vigueur le 1er janvier 1958.

## Historique
Pour des articles plus généraux, voir Histoire de l'Union européenne et Politique extérieure de la IVe République.

### Contexte
Le traité suit la mise en place de la Communauté européenne du charbon et de l'acier, qui est entrée en vigueur en 1952 et qui constitue la première réalisation d'importance dans l'intégration de l'Europe. Mais il vient aussi après le premier échec avec la Communauté européenne de défense (CED) en 1954.
Cet échec provoqua dès 1955 des tentatives de relance du processus d'intégration européenne avec la Conférence de Messine. Dès 1956, un comité préparatoire prépara un rapport sur la création d'un marché commun européen. Ce comité était dirigé par Paul-Henri Spaak, ministre des Affaires étrangères belge de l'époque. En avril 1956, ce comité présente dans son rapport deux projets correspondant aux options retenues par les États : la création d'un marché commun généralisé ; la création d'une communauté de l'énergie atomique.
C'est ainsi qu'en 1957, les traités de Rome furent signés à Rome. L'un instituait la Communauté économique européenne (CEE) et l'autre la Communauté européenne de l'énergie atomique (dit Euratom).
| Signature Entrée en vigueur Nom du traité | 1948 Traité de Bruxelles                                      | 1951 1952 Traité CECA                             | 1954 1955 Accords de Paris                            | 1957 1958 Traité de Rome (TCEE) Traité Euratom        | 1965 1967 Traité de fusion                            | 1975 1976 institution officieuse    | 1986 1987 Acte unique européen | 1992 1993 Traité de Maastricht (TUE et TCE) | 1992 1993 Traité de Maastricht (TUE et TCE) | 1997 1999 Traité d'Amsterdam (TUE et TCE) | 2001 2003 Traité de Nice (TUE et TCE) | 2007 2009 Traité de Lisbonne (TUE et TFUE) | 2007 2009 Traité de Lisbonne (TUE et TFUE) |  |  |  |  |  |  |  |  |
|                                           |                                                               |                                                   |                                                       |                                                       |                                                       |                                     |                                |                                             |                                             |                                           |                                       |                                            |                                            |  |  |  |  |  |  |  |  |
| Les trois piliers de l'Union européenne   |                                                               |                                                   |                                                       |                                                       |                                                       |                                     |                                |                                             |                                             |                                           |                                       |                                            |                                            |  |  |  |  |  |  |  |  |
| Communautés européennes                   |                                                               |                                                   |                                                       |                                                       |                                                       |                                     |                                |                                             |                                             |                                           |                                       |                                            |                                            |  |  |  |  |  |  |  |  |
|                                           | Communauté européenne de l'énergie atomique (Euratom)         |                                                   |                                                       |                                                       |                                                       |                                     |                                |                                             |                                             |                                           |                                       |                                            |                                            |  |  |  |  |  |  |  |  |
|                                           |                                                               |                                                   | Communauté européenne du charbon et de l'acier (CECA) | Communauté européenne du charbon et de l'acier (CECA) | Communauté européenne du charbon et de l'acier (CECA) | Dissoute en 2002                    | Dissoute en 2002               | Dissoute en 2002                            |                                             | Union européenne (UE)                     | Union européenne (UE)                 |                                            |                                            |  |  |  |  |  |  |  |  |
|                                           |                                                               |                                                   | Communauté économique européenne (CEE)                | Communauté économique européenne (CEE)                | Communauté économique européenne (CEE)                |                                     |                                | Communauté européenne (CE)                  | Communauté européenne (CE)                  | Union européenne (UE)                     | Union européenne (UE)                 |                                            |                                            |  |  |  |  |  |  |  |  |
|                                           |                                                               | TREVI                                             | TREVI                                                 | Justice et affaires intérieures (JAI)                 |                                                       |                                     |                                | Communauté européenne (CE)                  | Communauté européenne (CE)                  | Union européenne (UE)                     | Union européenne (UE)                 |                                            |                                            |  |  |  |  |  |  |  |  |
|                                           | Coopération policière et judiciaire en matière pénale (CPJMP) | TREVI                                             | TREVI                                                 | Justice et affaires intérieures (JAI)                 |                                                       |                                     |                                |                                             |                                             | Union européenne (UE)                     | Union européenne (UE)                 |                                            |                                            |  |  |  |  |  |  |  |  |
|                                           | Coopération politique européenne (CPE)                        | Politique étrangère et de sécurité commune (PESC) | Politique étrangère et de sécurité commune (PESC)     | Politique étrangère et de sécurité commune (PESC)     | Politique étrangère et de sécurité commune (PESC)     |                                     |                                |                                             |                                             | Union européenne (UE)                     | Union européenne (UE)                 |                                            |                                            |  |  |  |  |  |  |  |  |
| Union occidentale (UO)                    | Union occidentale (UO)                                        | Union de l'Europe occidentale (UEO)               | Union de l'Europe occidentale (UEO)                   | Union de l'Europe occidentale (UEO)                   | Union de l'Europe occidentale (UEO)                   | Union de l'Europe occidentale (UEO) |                                |                                             |                                             |                                           | Union européenne (UE)                 |                                            |                                            |  |  |  |  |  |  |  |  |
| Union occidentale (UO)                    | Union occidentale (UO)                                        | Union de l'Europe occidentale (UEO)               | Union de l'Europe occidentale (UEO)                   | Union de l'Europe occidentale (UEO)                   | Union de l'Europe occidentale (UEO)                   | Union de l'Europe occidentale (UEO) | Dissoute en 2011               |                                             |                                             |                                           |                                       |                                            |                                            |  |  |  |  |  |  |  |  |
|                                           |                                                               |                                                   |                                                       |                                                       |                                                       |                                     |                                |                                             |                                             |                                           |                                       |                                            |                                            |  |  |  |  |  |  |  |  |

### Objectifs initiaux
La création de l'Euratom fait suite à la nécessité de l'indépendance énergétique des États fondateurs qui ne pouvaient seuls investir dans l'énergie nucléaire. Parallèlement à cette nécessité de garantir l'approvisionnement énergétique le traité garantit un niveau élevé de sécurité pour les populations et prohibe l'utilisation militaire du nucléaire. Il est important de noter que l'Euratom n'a de compétences que dans le domaine de l'énergie nucléaire civile et pacifique.

### Bilan et avenir
Le traité Euratom, contrairement aux autres traités ayant institué les autres Communautés européennes, n'a pas fusionné avec l'Union européenne ce qui en fait une entité juridique distincte bien que partageant les mêmes institutions. Le traité de Lisbonne a changé certaines dispositions du traité, adaptant les nouvelles règles des domaines financier et institutionnel, via le protocole no 12.
La Commission a effectué, en mars 2007, un bilan et une évaluations des perspectives quant à l'avenir du traité. Le résultat de cette évaluation est positif dans de nombreux domaines (recherche, protection sanitaire, relations internationales, le climat, etc.) et montre qu'il est nécessaire d'assurer la sûreté de l'approvisionnement énergétique.

## Traité d'origine

### Missions de la Communauté (titre I)
Les missions de la communauté sont définies dans le titre I sur les missions de la Communauté, lequel comporte trois articles. L'article 1 crée la Communauté européenne de l'énergie atomique (Euratom). Il établit aussi trois objectifs principaux : la croissance des industries nucléaires, l'élévation du niveau de vie des États membres et le développement des échanges.
L'article concerne les missions confiées à la Communauté. Il établit en huit points les conditions nécessaires à l'accomplissement de sa mission :
- « développer la recherche et assurer la diffusion des connaissances techniques » : les États membres, les personnes ou les entreprises sont invités à communiquer à la Commission leurs programmes relatifs à la recherche nucléaire. Régulièrement une liste des secteurs de la recherche nucléaire considérés comme peu développés est publiée par la Commission. Celle-ci crée le Centre commun de recherche (CCR). Le CCR est devenue un acteur fondamental en ce qui concerne la recherche nucléaire communautaire mais aussi dans les domaines de l'environnement ou encore de la sûreté alimentaire.
- « établir des normes de sécurité uniformes pour la protection sanitaire de la population et des travailleurs, et veiller à leur application » : les normes de bases fixées par le traité sont transposées par chaque État membre par des dispositions législatives, réglementaires et administratives. Ces législations concernent notamment les applications médicales, la recherche, les niveaux admissibles de contamination radioactive des denrées ainsi que les mesures de protection en cas d'urgence radiologique.
- « faciliter les investissements, et assurer, notamment en encourageant les initiatives des entreprises, la réalisation des installations fondamentales nécessaires au développement de l'énergie nucléaire dans la Communauté » : des programmes sont régulièrement publiés par la Commission sur les objectifs de production d'énergie nucléaire et sur les investissements qu'implique leur réalisation.
- « veiller à l'approvisionnement régulier et équitable de tous les utilisateurs de la Communauté en minerais et combustibles nucléaires » : ce principe d'égal accès aux ressources et de poursuite d'une politique commune d'approvisionnement. Ainsi, le traité interdit les pratiques conférant une position privilégiée aux utilisateurs. Le traité constitue aussi une agence disposant d'un droit d'option sur les minerais ou autre matière fissibles. Celle-ci est dotée de la personnalité juridique, est autonome financièrement et subit le contrôle de la Commission
- « garantir, par les contrôles appropriés, que les matières nucléaires ne sont pas détournées à d'autres fins que celles auxquelles elles sont destinées » : cette garantie établit un contrôle strict afin d'empêcher que les matières nucléaires civiles ne soient détournées de cette fin. Un corps de 300 inspecteurs assure ce contrôle de sécurité.
- « exercer le droit de propriété qui lui est reconnu sur les matières fissiles spéciales »,
- « assurer de larges débouchés et l'accès aux meilleurs moyens techniques, par la création d'un marché commun des matériels et équipements spécialisés, par la libre circulation des capitaux pour les investissements nucléaires, et par la liberté d'emploi des spécialistes à l'intérieur de la Communauté »,
- « instituer avec les autres pays et avec les organisations internationales toutes liaisons susceptibles de promouvoir le progrès dans l'utilisation pacifique de l'énergie nucléaire ».

L'article 3 crée quatre institutions : l'Assemblée, le Conseil, la Commission, et la Cour de justice. Un Conseil économique et social est aussi créé pour assister la Commission et le Conseil.

### Progrès dans le domaine de l'énergie nucléaire (titre II)
Le titre II est divisé en dix chapitres dont le but est de favoriser « le progrès dans le domaine de l'énergie nucléaire ».

#### Développement de la recherche
Le premier chapitre, comprenant sept articles, concerne le développement de la recherche. Pour cela il permet l'établissement de programmes de recherche et d'enseignement. Il prévoit aussi le contrôle de ces programmes afin d'assurer un développement uniforme des différents domaines de recherche. À cette fin, l'article 4 alinéa 1 dispose que « la Commission est chargée de promouvoir et de faciliter les recherches nucléaires dans les États membres, et de les compléter par l'exécution du programme de recherches et d'enseignement de la Communauté ». Néanmoins, les compétences de la Commission s'exercent dans les domaines prévus dans la liste présente à l'annexe I du traité. Cette liste peut, en vertu de ce même article, être modifiée par la Commission par un vote à la majorité qualifiée. La Commission est cependant dans l'obligation de saisir le Comité scientifique et technique prévu à l'article 134 du traité et dont l'avis est consultatif. « Afin de promouvoir la coordination des recherches entreprises dans les États membres et de pouvoir les compléter », l'article 5 du traité prévoit que la Commission puisse adresser une « demande spéciale » à un destinataire déterminé. Celle-ci a pour objectif que le destinataire communique ses programmes liés aux recherches faisant l'objet de la demande. La Commission peut ensuite formuler un avis motivé sur ces programmes. Ces avis visent à orienter les recherches dans les secteurs considérés comme insuffisamment étudiés. L'article 6 prévoit quatre éléments pour encourager l'exécution de ces programmes : « apporter dans le cadre de contrats de recherches un concours financier, à l'exclusion de subventions », « fournir à titre onéreux ou gratuit pour l'exécution de ces programmes les matières brutes ou les matières fissiles spéciales dont elle dispose », « mettre à titre onéreux ou gratuit à la disposition des États membres, personnes ou entreprises, des installations, des équipements ou l'assistance d'experts », ou encore « provoquer un financement en commun par les États membres, personnes ou entreprises intéressés ». Des programmes de recherches et d'enseignement de la Communauté sont arrêtés par le Conseil après consultation du Comité scientifique et technique,. Ces programmes s'appliquent pendant une période maximale de cinq ans. L'article 8 crée un Centre commun de recherches nucléaires,. Ce centre a pour fonction : d'assurer l'exécution des programmes de recherches mais aussi des autres tâches que la Commission pourrait lui confier, d'établir une terminologie nucléaire uniforme et d'établir un étalon de mesure unique. Enfin, l'article 9, prévoit la possible création d'écoles pour la formation de spécialistes,. La consultation du Comité économique et social est alors obligatoire.

#### Diffusion des connaissances
Le chapitre 2 concerne la diffusion des connaissances dont dispose la Communauté. La section I de ce chapitre prévoit, à l'article 12, que la Communauté puisse octroyer des brevets sur des inventions aux États membres, entreprises, ou personnes qui le réclament et ce sous la condition qu'ils exploitent de manière effective les inventions qui en sont l'objet. La section II concerne la diffusion des autres connaissances que celles dont dispose la Communauté. En vertu de cela, la Commission essaye obtenir à l'amiable la communication des connaissances qui sont nécessaires aux objectifs de la Communauté. De même la Commission peut organiser une procédure par laquelle il est possible d'échanger, et ce par son intermédiaire, les résultats (qu'ils soient provisoires ou définitifs) des recherches. Une telle procédure doit cependant rester confidentielle. Il y a néanmoins des cas de communications d'office à la Commission. En effet, lorsqu'une « demande de brevet ou de modèle d'utilité portant sur un objet spécifiquement nucléaire » est faite auprès d'un État membre, celui-ci transmet dans un délai de trois mois la demande à la Commission sous réserve de l'accord du déposant. Si ce dernier venait à refuser la transmission de la demande, l'État membre concerné doit tout de même informer la Commission de son existence. Celle-ci peut, à son tour, demander que le contenu de la demande lui soit communiqué dans les deux mois à compter de la notification. Dès lors il est de nouveau demandé au déposant son accord. En cas d'un nouveau défaut d'accord, la communication est faite dans les 18 mois qui suivent le dépôt de la demande. Cependant le traité prévoit aussi des cas de transmissions des connaissances malgré l'absence d'accord amiable. Ainsi des licences non exclusives peuvent être concédées, par voie d'arbitrage ou d'office : à la Communauté, ou aux Entreprises communes, et à des personnes ou entreprises qui en ont fait la demande à la Commission. Enfin, l'article 18 prévoit la création d'un Comité d'arbitrage pour résoudre les conflits qui pourraient résulter des fins prévues de la section. Ces décisions peuvent faire l'objet de recours suspensifs auprès de la Cour de justice dans un délai d'un mois après leur notification. La section III concerne les dispositions relatives au secret. En effet, certaines recherches peuvent, si elles sont divulguées, nuire à la défense d'un ou de plusieurs des États membres. Par conséquent elles sont soumises à secret. La section IV concerne les autres dispositions particulières notamment en ce qui concerne les échanges de connaissances avec des États tiers ou des organisations internationales. De tels échanges doivent être, sauf autorisation, conclus par la Commission.

#### Protection sanitaire
Le chapitre 3 traite de la protection sanitaire. La protection des populations contre les radiations ionisantes est prévue par l'article 30 du traité qui institue trois normes de base : « les doses maxima admissibles avec une sécurité suffisante », « les expositions et contaminations maxima admissibles », « les principes fondamentaux de surveillance médicale des travailleurs ». L'article 32 prévoit que ces normes de bases puissent être révisées selon la procédure prévue à l'article 31. Cette procédure commence par l'élaboration de la norme de base, « après avis d'un groupe de personnalités désignées par le Comité scientifique et technique parmi les experts scientifiques des États membres », par la Commission. Le Comité économique et social donne ensuite son avis sur ces normes après que la Commission le lui a demandé. L'Assemblée est ensuite consultée et le Conseil statue, à la majorité qualifiée, sur cette proposition de normes. En cas de conduite d'une expérience particulièrement dangereuse sur le sol d'un des États membres, il doit prendre des dispositions de protection sanitaire supplémentaires en sollicitant l'avis préalable de la Commission, notamment lorsque les risques encourus peuvent affecter les territoires des autres États membres. Les États membres doivent établir les installations qui permettent d'effectuer le contrôle permanent des taux de radioactivité de l'atmosphère, de l'eau et des sols. La Commission est régulièrement tenue au courant de ces taux. En cas d'urgence, l'article 38 prévoit que la Commission puisse enjoindre, par une directive, à un État membre de prendre les mesures nécessaires pour éviter que les normes de bases ne soient dépassées.

#### Investissements
L'article 41 du traité, dans le chapitre 4 sur les investissements, dispose que « les personnes et entreprises relevant des secteurs industriels énumérés à l'Annexe II » et qui souhaiteraient investir dans de nouvelles installations, ou encore effectuer des transformations ou faire de simples remplacements, devront faire part à la Commission de ces projets. De tels projets doivent être communiqués à la Commission ainsi qu'à l'État membre intéressé dans les trois mois qui précèdent le premier contrat,.

#### Entreprises communes
Le traité permet, dans son chapitre 5, que les entreprises les plus importantes au développement de l'industrie nucléaire soient constituées en entreprises communes. L'article 46 met en avant les conditions de création de cette entreprise. Ainsi, tout projet de création d'une telle entreprise est soumis à la Commission laquelle reçoit des avis à ce propos. Après cela, le projet est transmis au Conseil avec l'avis motivé de la Commission. Si l'avis de la Commission est favorable, celle-ci transmet des propositions en ce qui concerne : « le lieu d'implantation, les statuts, le volume et le rythme du financement, la participation éventuelle de la Communauté au financement de l'Entreprise commune, la participation éventuelle d'un État tiers, d'une organisation internationale ou d'un ressortissant d'un État tiers au financement ou à la gestion de l'Entreprise commune, l'attribution de tout ou partie des avantages énumérés à l'Annexe III du présent Traité ». A contrario, si l'avis de la Commission est défavorable, mais que cependant le Conseil considère qu'il doit être pris en considération, il peut demander à celle-ci de lui soumettre les six points susdits. L'article 49 établit qu'une entreprise commune a la personnalité juridique. Il rappelle aussi qu'une entreprise résulte de la décision du Conseil.

#### Approvisionnement
Le chapitre 6 consacre l'égal accès au ressource et une politique commune d'approvisionnement et crée, à cette fin l'Agence d'approvisionnement de l'Euratom. Par conséquent, les pratiques ayant pour objet d'assurer à certains utilisateurs une position privilégiée sont interdites. L'Agence dispose d'un droit d'option sur les minerais, matières brutes et matières fissiles spéciales produits sur les territoires des États membres. L'Agence est, en vertu de l'article 53, placée sous le contrôle de la Commission. Elle est dotée de la personnalité juridique et de l'autonomie financière. Pour ce qui est des minerais et matières, le traité fait la distinction entre les minerais, matières brutes et matières fissibles issu de la Communauté, et les autres provenant de l'extérieur. L'article 57 porte sur le droit d'option conféré à l'Agence. Lorsque l'Agence exerce son droit d'option le producteur doit offrir à l'agence le minerai, matière brute ou fissible. Celui-ci peut néanmoins décider à quelle étape du processus le produit sera offert à l'Agence. L'article 59 concerne les cas où l'Agence n'exerce pas son droit d'option. Le producteur a alors la possibilité de transformer les produits, il est aussi autoriser à en écouler tout ou partie à l'extérieur de la Communauté,. La section IV de ce chapitre consacre le principe selon lequel les prix résultent de la confrontation des offres et des demandes, sauf exception. Ainsi, l'article 69 dispose que le Conseil peut, à l'unanimité et sur proposition de la Commission, fixer des prix.

#### Contrôle de sécurité
Le chapitre 7 concerne les contrôles de sécurité. La Commission assure que les minerais et matières brutes ou fissiles ne soient pas utilisés de manière détournée. Elle assure aussi que les conditions relatives à l'approvisionnement et au respect des accords conclus soient respectées. En ce sens la Commission doit, pour assurer l'application des objectifs prévus à l'article 77, approuver les procédés à employer pour le traitement chimique des matières irradiées. De même, les matières excédentaires doivent être déposées à l'Agence ou dans tout autre dépôt que la Commission puisse contrôler. Ces matières doivent être restituées aux intéressés sur leur demande. La Commission peut envoyer des inspecteurs sur le territoire des États membres. Ceux-ci ont le droit d'accès à tous les lieux sur présentation d'un document attestant leur qualité. S'ils font l'objet d'un refus, un mandat peut être obtenu auprès de la Cour de justice. Ces inspecteurs sont recrutés par la Commission et doivent rendre compte des violations à celle-ci qui enjoint ensuite aux États membres d'y mettre fin. La Commission peut prendre quatre types de sanctions : l'avertissement, le retrait d'avantages particuliers, la mise de l'entreprise sous l'administration d'une personne ou d'un collège désigné par la Commission et l'État dont elle répond, et le retrait total ou partiel des matières brutes ou fissiles.

#### Régime de propriété
Le chapitre 8 concerne le régime de propriété des matières fissibles. Les matières fissibles spéciales sont la propriété de la Communauté. Les États membres, entreprises ou personnes, ont, sur ces matière, si elles sont entrées en leur possession, le droit d'usage le plus étendu de ces matières.

#### Marché commun nucléaire
Le traité, en son chapitre 9, établit un marché commun nucléaire, c'est-à-dire, qu'en vertu de l'article 93, les États membres aboliront les droits de douane à l'exportation et à l'importation entre eux. Ce marché commun s'applique aux produits énumérés à l'annexe IV du traité,. Les territoires non européens des États membres, s'ils ne sont pas « ultrapériphériques », peuvent continuer à percevoir des droits de douane sous la condition qu'il n'y ait pas de discrimination entre les États membres et l'État en question. Les articles 96 et 97 mettent fin aux discriminations liées à la nationalité dans le domaine nucléaire sous réserves de limitations liées à l'ordre, la sécurité ou la santé publique. L'article 99 vise à faciliter les mouvements de capitaux afin de permettre le financement des productions mentionnées à l'article II du traité.

#### Relations extérieures
Le chapitre 10 contient les dispositions relatives aux relations extérieures de la Communauté. Détentrice de la personnalité juridique, la Communauté peut, en vertu de l'article 101, conclure des accords ou conventions avec un État tiers ou une organisation internationale dans le cadre de ses compétences. En vertu de l'article 103, tous les projets d'accord avec les États tiers ou les organisations internationales doivent être communiqués à la Commission s'ils intéressent le domaine d'application du Traité. L'article 105 établit que le traité n'est pas opposable aux accords ou conventions conclus avant l'entrée en vigueur de ce traité si ceux-ci ont été communiqués à la Commission trente jours avant que le traité n'entre en vigueur.

### Institutions de l'Euratom (titre III)
Le chapitre 1 crée quatre institutions : l'Assemblée, le Conseil, la Commission et la Cour de justice. L'Assemblée et la Cour de justice sont deux institutions communes aux Communautés.
Le chapitre 2 de ce titre, et notamment l'article 161, définit les mesures qui peuvent être prises par la Commission et le Conseil : ils arrêtent des règlements ou des directives, prennent des décisions, et formulent des recommandations.
Le chapitre 3 établit le mode de désignation des membres du comité économique et social.

### Dispositions (titres IV, V et VI)
Le titre IV concerne les dispositions financières. L'article 171 établit que les recettes et les dépenses de la Communauté doivent faire l'objet de prévisions. Le budget doit être équilibré.
Le titre V concerne les dispositions générales qui établissent notamment que la Communauté a la personnalité juridique (art. 184). L'article 188 concerne les diverses responsabilités. Les articles 189 et 190 concerne les sièges des institutions ainsi que les langues utilisées par celles-ci.
Le titre VI concerne les dispositions relatives à la période initiale c'est-à-dire la mise en place des institutions, les premières dispositions d'application du traité et enfin les dispositions transitoires.

### Signataires

Les pays signataires en 1956.

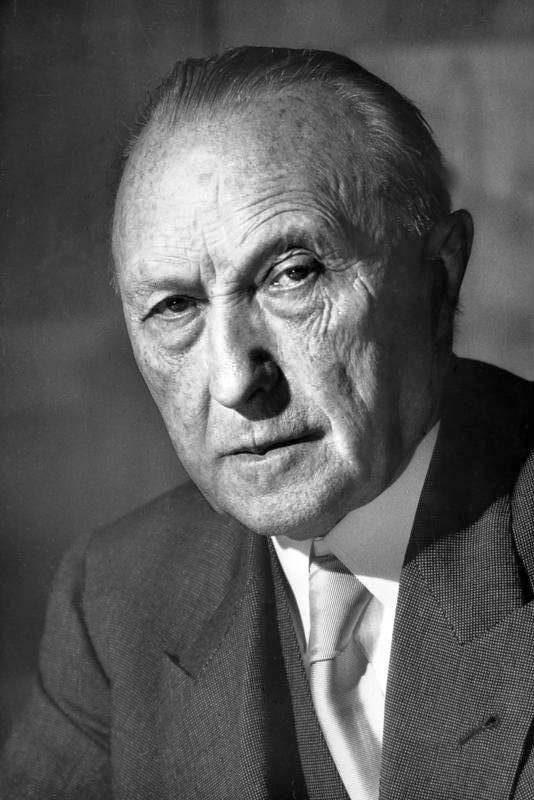
Allemagne de l'Ouest : Konrad Adenauer, Chancelier et ministre des Affaires étrangères
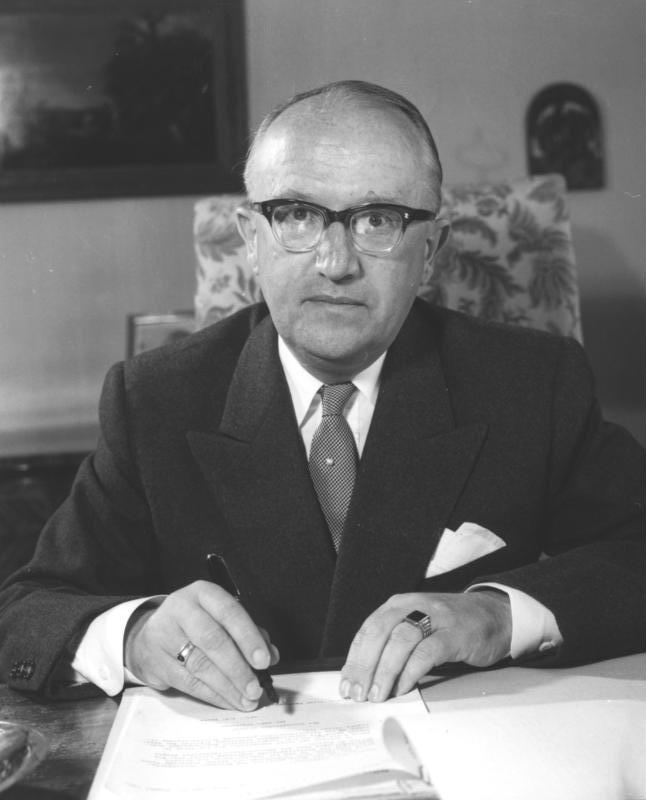
Allemagne de l'Ouest : Walter Hallstein, secrétaire d'État aux Affaires étrangères
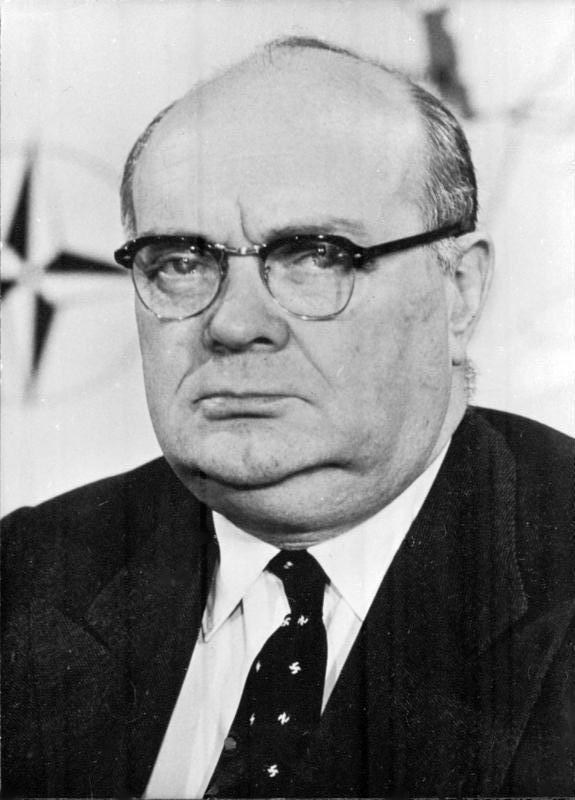
Belgique : Paul-Henri Spaak, ministre des Affaires étrangères
Belgique : Jean-Charles Snoy et d'Oppuers, secrétaire général du ministère des Affaires économiques
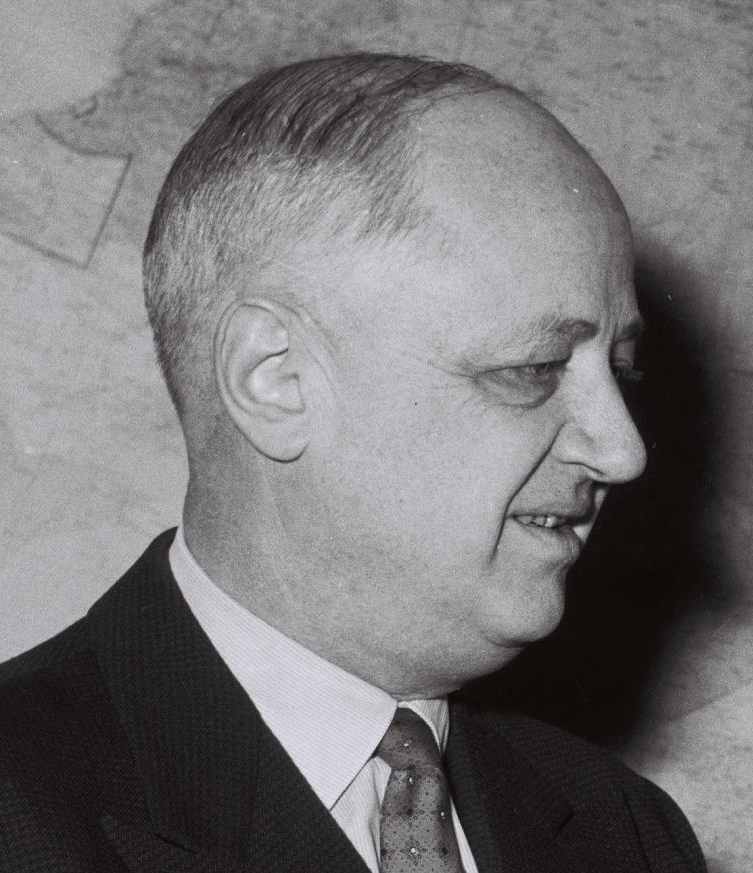
France : Christian Pineau, ministre des Affaires étrangères
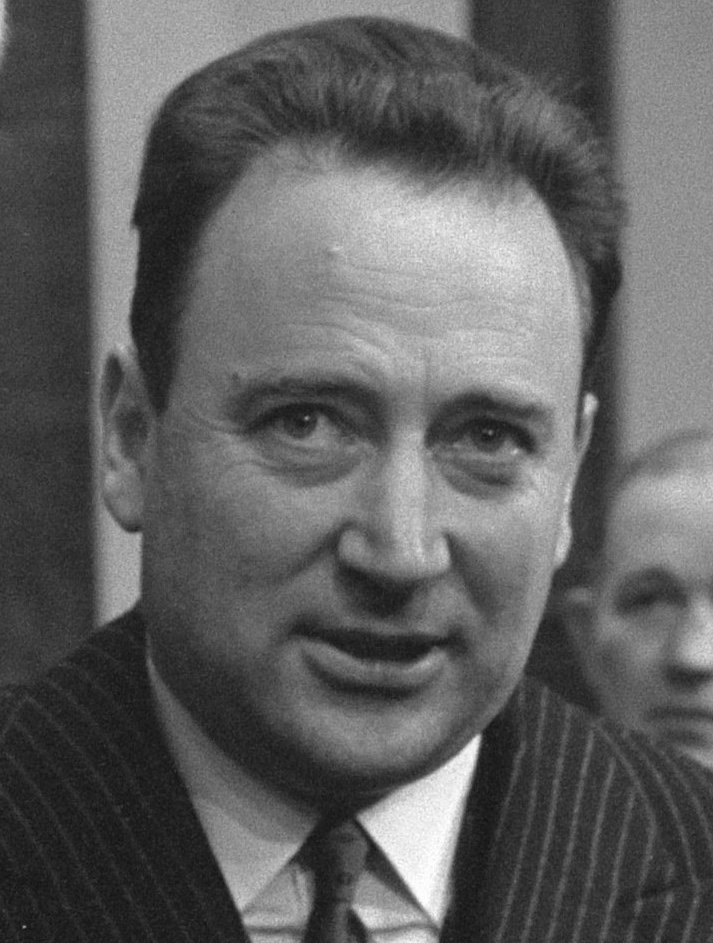
France : Maurice Faure, secrétaire d'État aux Affaires étrangères
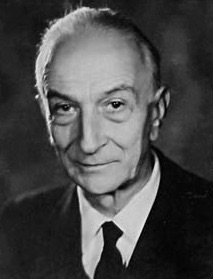
Italie : Antonio Segni, président du Conseil
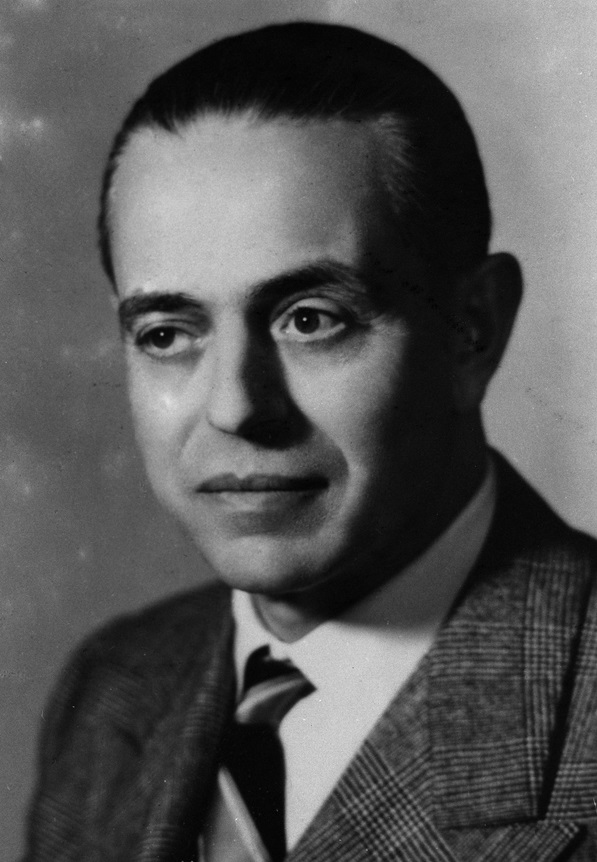
Italie : Gaetano Martino, ministre des Affaires étrangères
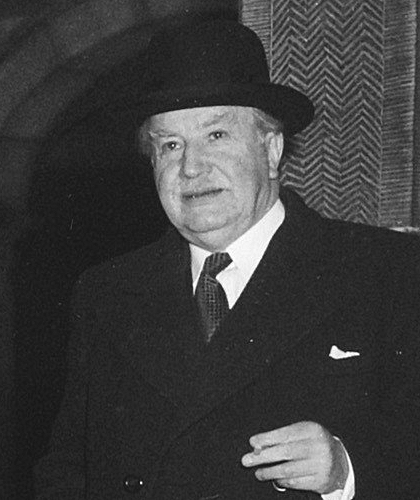
Luxembourg : Joseph Bech, ministre des Affaires étrangères
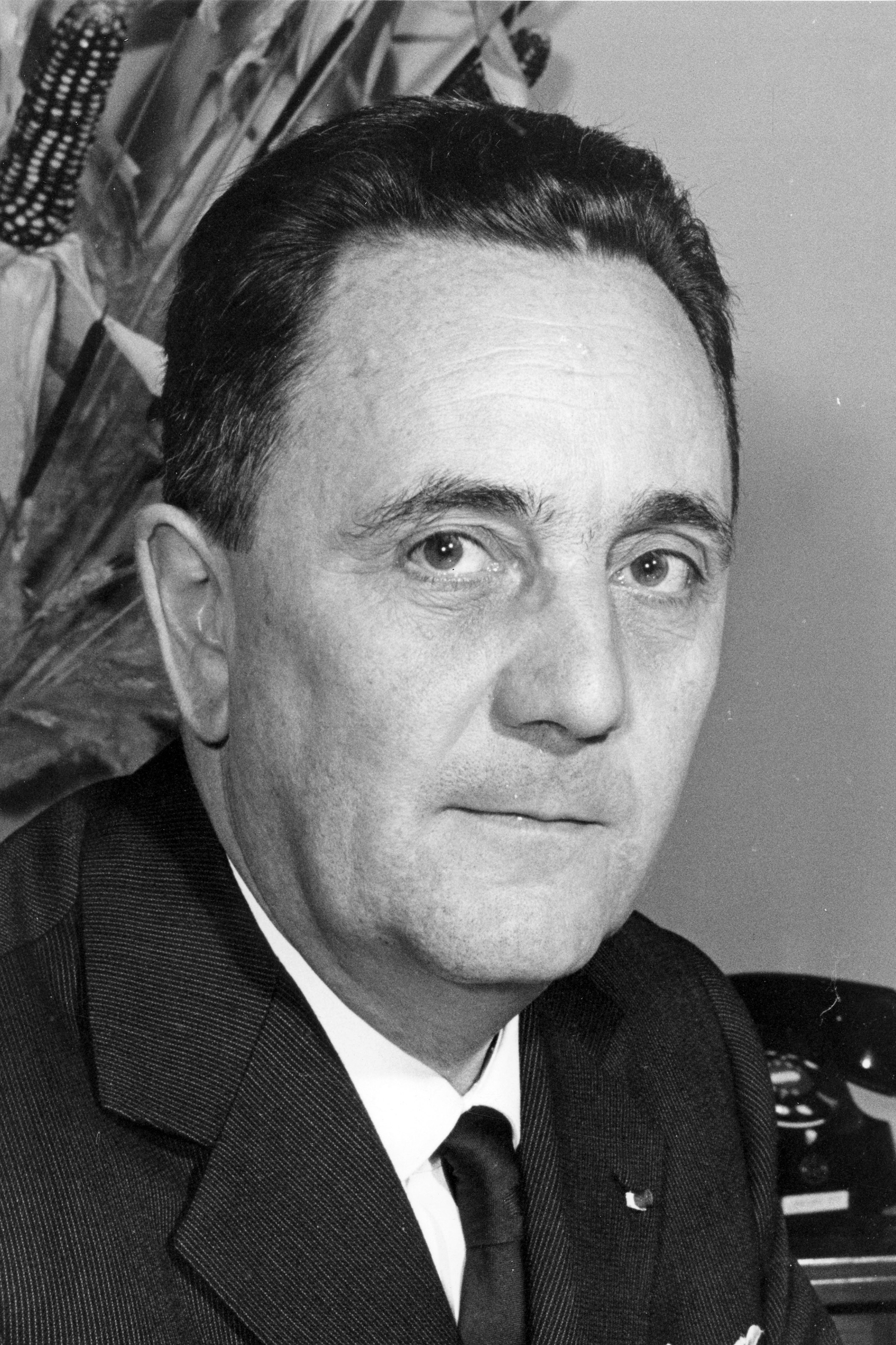
Luxembourg : Lambert Schaus, ambassadeur en Belgique
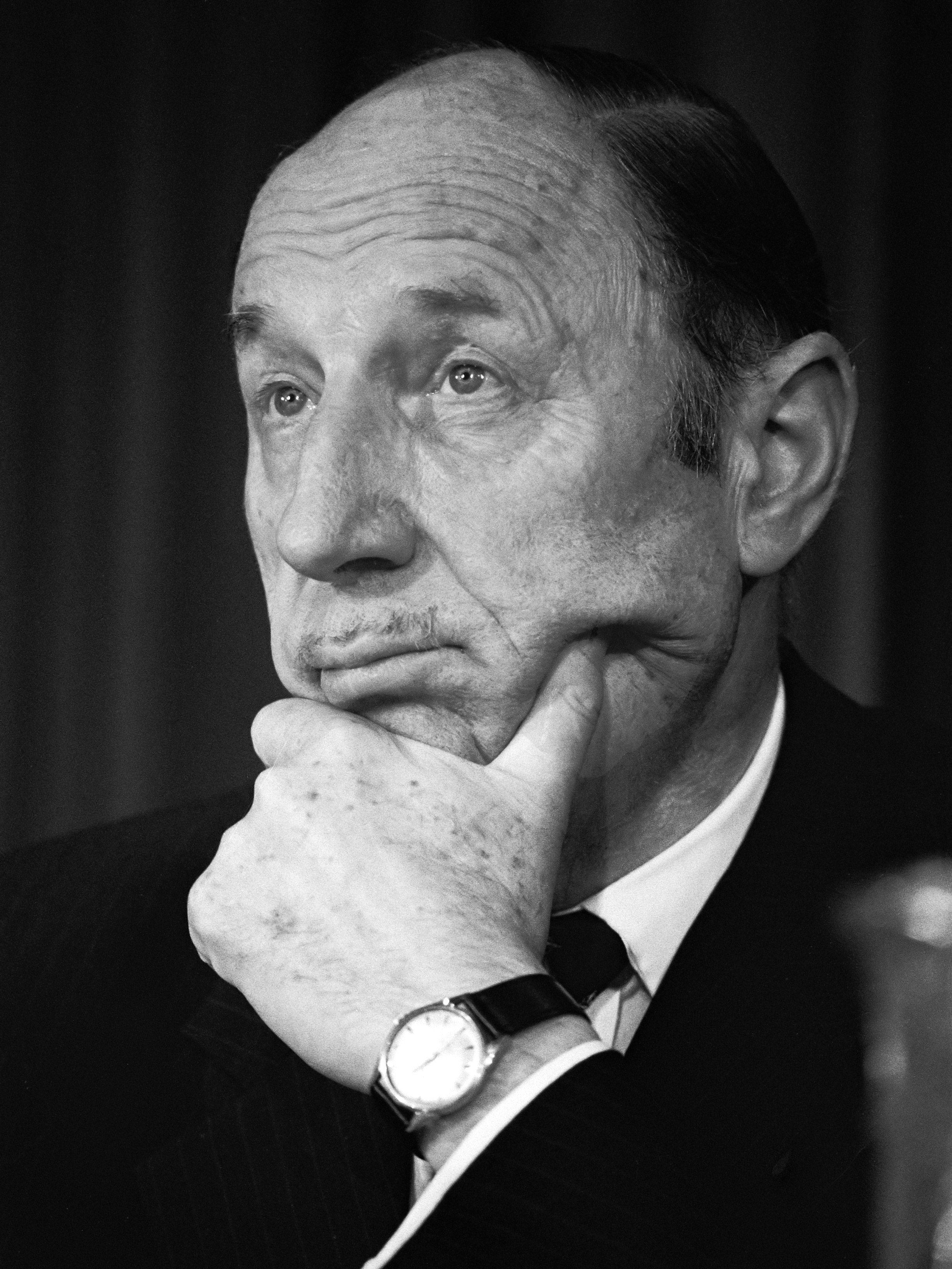
Pays-Bas : Joseph Luns, ministre des Affaires étrangères
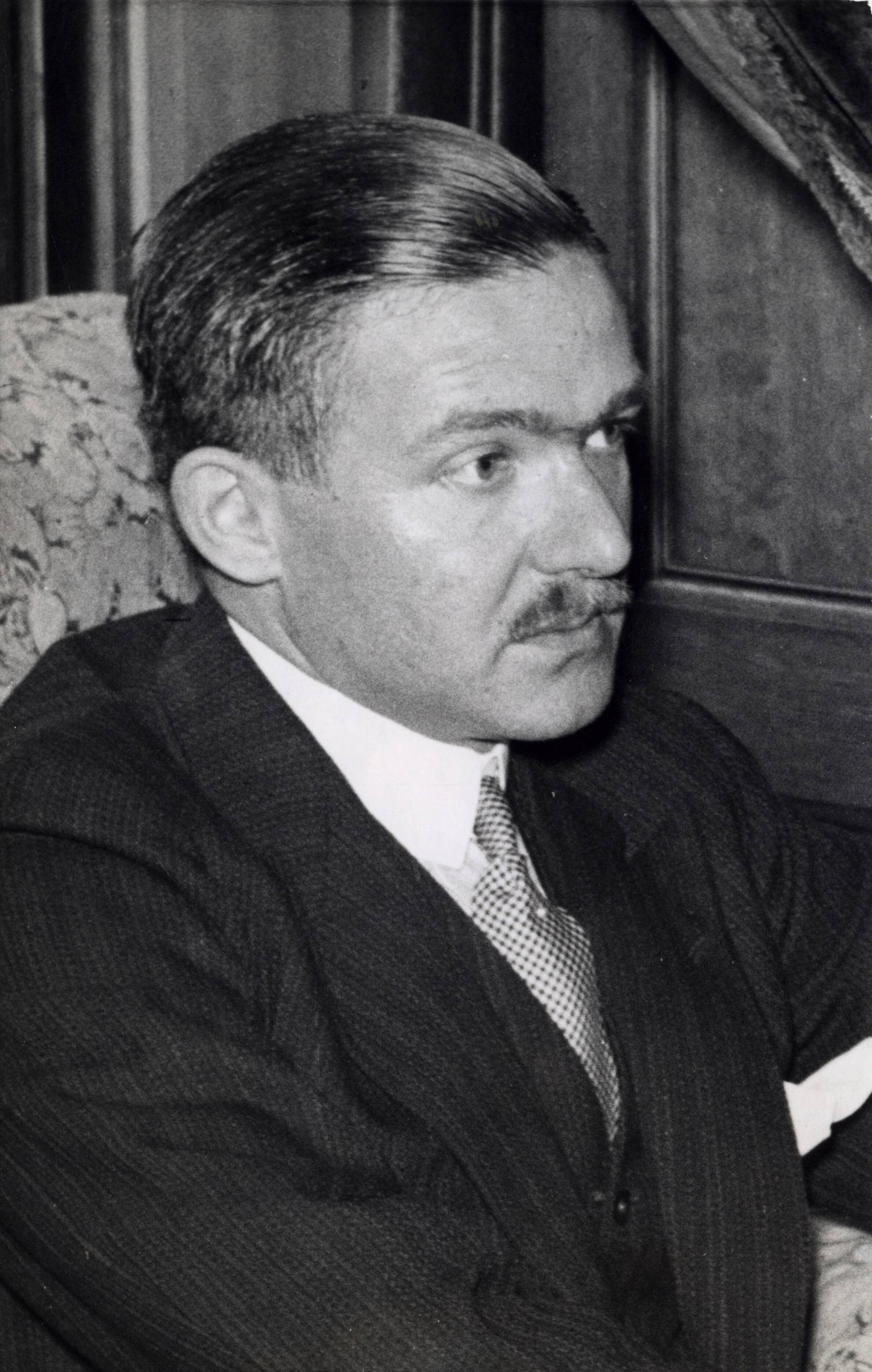
Pays-Bas : Hans Linthorst Homan, président de la délégation néerlandaise auprès de la Conférence intergouvernementale pour le Marché commun et l'Euratom

## Modifications du traité

### 1965: modifications apportées par le traité de fusion
Le traité de fusion des exécutifs communautaires apportent plusieurs modifications au traité CECA ainsi qu'au traité Euratom et au traité CEE : la création du Conseil des Communautés européennes, la création de la Commission des Communautés européennes, certaines dispositions financières liées à la fusion et la création du statut de fonctionnaires et agents des Communautés européennes, résultant de la fusion également. Le traité contient également des modifications dans un chapitre « dispositions générales et finales ».